# ガルグドゥード州
ガルグドゥード州（ガルグドゥードしゅう、Galguduud）は、ソマリアの州の一つ。州都はドゥサマレブ。
ソマリア内戦勃発以降、アル・スンナ・ワル・ジャマーとガルムドゥグ、ハイマン・アンド・ヒーブス、アル・シャバブの4勢力が事実上支配している。

そのうち、アル・スンナ・ワル・ジャマー、ガルムドゥグ、ハイマン・アンド・ヒーブスはソマリア連邦政府側という立場にあり、アル・スンナ・ワル・ジャマーとガルムドゥグは南ガルカイヨの共同管理に合意し、ガルムドゥグとハイマン・アンド・ヒーブスはこのガルグドゥード州統一について会談を行っている。

## 地理
ソマリア中部に位置し、エチオピア（オガデン）、中部シェベリ州、ヒーラーン州、ムドゥグ州、インド洋と接する。

## 下位行政区画
- en:Abudwak District
- en:Adado District
- en:El Buur District
- en:El Dher District
- ドゥサマレブ地区

### 主要都市
- en:Abudwak
- en:Adado（ハイマン・アンド・ヒーブスの首都）
- en:El Buur
- ドゥサマレブ
- en:Ceel Garas
- en:Galinsoor
- グリエル（アル・スンナ・ワル・ジャマーの本拠地の一つ）
- en:Herale